# UFC on Fuel TV: Korean Zombie vs. Poirier
UFC on Fuel TV: Korean Zombie vs. Poirier (también conocido como  UFC on Fuel TV 3) fue un evento de artes marciales mixtas celebrado por Ultimate Fighting Championship el 15 de mayo de 2012 en el Patriot Center, en Fairfax, Virginia.

## Historia
Brandon Vera fue programado brevemente para hacer frente a Thiago Silva en una revancha de su pelea de enero de 2011. Sin embargo, Vera tuvo que abandonar el encuentro por una lesión. Igor Pokrajac intervino para luchar con Silva. Silva fue retirado posteriormente del combate para reemplazar al lesionado Antonio Rogerio Nogueira contra Alexander Gustafsson en eUFC on Fuel TV: Gustafsson vs. Silva. Pokrajac ahora se enfrentará a Fabio Maldonado.
Yves Edwards se espera hacer frente a Donald Cerrone en el evento, pero Edwards fue obligado a salir de la pelea por una lesión y fue reemplazado por Jeremy Stephens.
Mike Easton se espera hacer frente a Yves Jabouin en el evento, pero Easton era forzado fuera de la pelea por una lesión y fue reemplazado por Jeff Hougland que se esperaba previamente para hacer frente a Renan Barao en UFC 148.
Aaron Riley se espera hacer frente a Cody McKenzie en el evento, pero Riley fue retirado de la pelea y fue sustituido por el recién llegado Marcus LeVesseur.
Azamat Gashimov se espera que haga su debut profesional contra Alex Soto. Sin embargo, Gashimov fue obligado a salir de la pelea por una lesión y fue reemplazado por el veterano Francisco Rivera.
El evento principal fue compuesto por "El Zombie Coreano" Chan-Sung Jung frente a Dustin Poirier en una pelea de cinco asaltos de cinco minutos. El ganador de esta pelea fue vinculado brevemente a una pelea con José Aldo por el campeonato pluma de la UFC, pero esos planes nunca se materializaron.

## Premios extra
Cada peleador recibió un bono de $40,000.
- Pelea de la Noche: Chan-Sung Jung vs. Dustin Poirier
- KO de la Noche: Tom Lawlor
- Sumisión de la Noche: Chan-Sung Jung